# Limnophila (Limnophila) spinulosa
Limnophila (Limnophila) spinulosa is een tweevleugelige uit de familie steltmuggen (Limoniidae). De soort komt voor in het Neotropisch gebied.